# Grúz Tamás
Grúz Tamás (Salgótarján, 1985. november 8. –) magyar labdarúgó, aki 2017-től a III. Kerületi TVE játékosa, posztját tekintve hátvéd.

## Pályafutása
Szülővárosban kezdte a labdarúgást, egy Magyargécen töltött év után lett az Előre FC Békéscsaba játékosa. Itt játszott először NB I-es mérkőzésen, 2004. augusztus 21-én lépett pályára a Budapesti Vasas ellen 3–0-ra megnyert bajnokin. Még ebben a szezonban megszerezte első gólját is október 16-án a Lombard Pápa ellen 1–1-re végződött találkozón. A Békéscsabán játszott 8 meccsén 2 sárga lapot kapott. Az őszi félév végeztével a DVSC-hez igazolt, de itt nem lépett pályára a bajnokságban adminisztrációs hiba miatt. A következő évadot már az NBII-es Szolnok játékosaként kezdte, ahol 24 mérkőzésen szerepelt és 2 gólt lőtt. Szeptember 17-én a Kazincbarcikai SC, október 15-én a Karcag hálójába talált be. A csapata az ezüstérmet szerezte meg, így nem került fel az első osztályba, nem úgy, mint Grúz, aki a Kaposvári Rákóczi FC-hez igazolt. Új csapatában 2006. augusztus 8-án rögtön góllal mutatkozott be a Budapest Honvéd elleni 2–2 alkalmával.
Az NB I-ben a kaposvári védelem egyik alapemberévé vált, rendre 25 mérkőzés körül szerepelt idényenként. 100. alkalommal 2010. május 17-én volt NB I-es csapat tagja a KTE ellen 3–1-re elvesztett bajnokin.
2009 telén 2010. június 30-ig tartó szerződéshosszabbítást írt alá.
2009 tavaszán az 53. percben pályára lépett az AC Milan ellen a magyar ligaválogatottban.
2011 nyarán Ferencvároshoz igazolt ahol 2011 július 24-én a Diósgyőr ellen bajnoki mérkőzésen is bemutatkozott. Első gólját a Kecskemét ellen szerezte, de ebben a bajnokságban az ősi rivális Újpest ellen is betalált.
2013 januárjában a Szolnoki MÁV FC játékosa  lett.

## Sikerei, díjai
Szolnoki MÁV FC
- Másodosztályú ezüstérmes: 2006